# Шахта імені Фрунзе (Ровеньки)
ДВАТ «Шахта ім. Фрунзе». Входить до ДХК «Ровенькиантрацит». Розташована у с. Ясенівський, Ровеньківська міськрада Луганської області.
Стала до ладу у 1975 р. з проектною потужністю 1,8 млн т/рік. У 1978 р. видобуто 2,1 млн т, а у 2002 р. видобуто понад 2,1 млн т, 2003 — 2,07 млн т.
Шахтне поле розкрите шістьма стволами і вентиляційними свердловинами до гор. 590 м. Діє гор. 870 м, підготовлений гор. 980 м по пласту h7, 1075 м по пласту h8, 650 м по пласту h11. Чотири лави оснащені комплексами КД80, механізованим кріпленням 1КМТ-1,5 та 1КД-80. Промислові запаси на 2003 р. становлять 48 млн т.
Адреса: 94784, сел. Ясенівське, м.Ровеньки, Луганської обл.